# Alexandra Alexandrowna Schubladse
Alexandra Alexandrowna Schubladse (russisch Александра Александровна Шубладзе; englische Schreibweise Alexandra Shubladze; * 6. September 2005 in Rostow am Don) ist eine russische Tennisspielerin.

## Karriere
Schubladse bevorzugt Hartplätze und spielt bislang vor allem bei Turnieren der ITF Women’s World Tennis Tour, wo sie bisher sechs Titel im Einzel und fünf im Doppel gewinnen konnte.

## Turniersiege

### Einzel
| Nr. | Datum              | Turnier             | Kategorie | Belag     | Finalgegnerin          | Ergebnis         |
| --- | ------------------ | ------------------- | --------- | --------- | ---------------------- | ---------------- |
| 1.  | 13. August 2023    | Tiflis              | ITF W15   | Hartplatz | Daria Frayman          | 6:4, 6:3         |
| 2.  | 10. September 2023 | Fiano Romano        | ITF W15   | Sand      | Enola Chiesa           | 6:75, 6:2, 6:1   |
| 3.  | 5. November 2023   | Scharm asch-Schaich | ITF W15   | Hartplatz | Jekaterina Schalimowa  | 6:3, 7:5         |
| 4.  | 7. April 2024      | Antalya             | ITF W15   | Sand      | Chantal Sauvant        | 6:2, 6:1         |
| 5.  | 23. Juni 2024      | Kuršumlijska Banja  | ITF W15   | Sand      | Natalija Senić         | 6:2, 1:0 Aufgabe |
| 6.  | 3. August 2025     | Kuršumlijska Banja  | ITF W15   | Sand      | Rebecca Munk Mortensen | 6:1, 6:4         |

### Doppel
| Nr. | Datum           | Turnier            | Kategorie | Belag | Partnerin               | Finalgegnerinnen                     | Ergebnis         |
| --- | --------------- | ------------------ | --------- | ----- | ----------------------- | ------------------------------------ | ---------------- |
| 1.  | 6. Mai 2023     | Antalya            | ITF W15   | Sand  | Alewtina Ibragimowa     | Leyla Nilufer Elmas Başak Eraydın    | 6:4, 1:6, [10:3] |
| 2.  | 20. Januar 2024 | Antalya            | ITF W50   | Sand  | Anastassija Gurjewa     | Ángela Fita Boluda Daniela Vismane   | 6:3, 6:2         |
| 3.  | 15. Juni 2024   | Kuršumlijska Banja | ITF W15   | Sand  | Xenija Laskutowa        | Kaylah McPhee Zuzanna Pawlikowska    | 6:4, 7:5         |
| 4.  | 7. Juni 2025    | Kuršumlijska Banja | ITF W15   | Sand  | Anastassija Solotarjowa | Alina Junewa Walerija Juschtschenko  | 6:3, 6:2         |
| 5.  | 2. August 2025  | Kuršumlijska Banja | ITF W15   | Sand  | Sofja Lansere           | Jekaterina Agurejewa Eva Zabolotnaia | 6:1, 6:2         |